# Eckarts-Rupboden
Eckarts-Rupboden ist eine Gemarkung im unterfränkischen Landkreis Bad Kissingen in Bayern und eine ehemalige Gemeinde.
Die Gemarkung entspricht in etwa der Fläche der bis 1978 bestehenden Gemeinde Eckarts-Rupboden, die im Zuge der Gebietsreform in Bayern nach Zeitlofs eingegliedert wurde. Die Gemeinde hatte die Gemeindeteile Eckarts, Rupboden und Schmidthof, die heute noch auf der gleichnamigen Gemarkung liegen. Zusätzlich entstand entlang der Staatsstraße 2289 eine Bebauung im Südwesten von Wernarz, die aber formell zum Zeitlofser Gemeindeteil Eckarts gehört.
Bei der Volkszählung 1970 hatte die Gemeinde 487 Einwohner, 1961 waren es 408. Die Gemeindefläche betrug 1961 463,27 Hektar.